# Barrack buster
Desde os anos 70, as unidades de engenharia do Exército Republicano Irlandês Provisório (IRA) desenvolveram mais de uma dezena de morteiros improvisados, utilizados até a sua desativação nos anos 2000. Entre os mais conhecidos, encontra-se o Barrack buster, nome dado a vários morteiros improvisados (especialmente aos desenvolvidos nos anos 90), a partir do Mark 15.
Conhecido pelas forças de segurança britânicas como morteiro Mark 15, disparava um cilindro de propano de metal com 1 metro (3 ft 3 in) de altura e com um diâmetro de 36 centímetros (14 pol), que continha cerca 75 quilogramas (170 lb) de explosivos caseiros e tinha um alcance de 75 a 275 metros (250 a 900 pé). A munição era uma adaptação de um cilindro de gás comercial produzido pela empresa Cobh para aquecimento e para cozinhar, muito utilizado em áreas rurais em toda a Irlanda.
O Mark 15 foi usado pela primeira vez em um ataque a 7 de dezembro de 1992, contra uma base da Polícia/Exército Britânico em Ballygawley, no Condado de Tyrone. O projétil, disparado de um trator estacionado perto do centro de saúde da cidade, foi desviado pelos galhos de uma árvore ao lado da cerca do perímetro. Vários civis tiveram de ser evacuados do local. Os técnicos do Exército Britânico levaram dez horas para desarmar o explosivo. Uma declaração posterior do IRA reconheceu que a bomba de morteiro "não detonou adequadamente". O ataque seguinte, desta vez bem-sucedido, ocorreu em 20 de janeiro de 1993 em Clogher, também no Condado de Tyrone, onde o complexo local da Polícia foi fortemente danificado, e vários agentes ficaram feridos.

## Morteiros do IRA
O IRA desenvolveu uma série de morteiros artesanais desde a década de 1970. O primeiro morteiro desse tipo, conhecido como Mark 1, foi usado pela primeira vez em um ataque em maio de 1972. Este foi logo seguido pela primeira de uma série de versões melhoradas que se estenderam até a década de 90:
- Mark 1 (1972): Um cano de cobre de 50mm com 0.28kg de explosivos.
- Mark 2 (1972–73): Em Dezembro de 1972, no Quartel de Fort Monagh, em Belfast, um soldado britânico morreu a tentar desativar um projétil disparado por um Mark 2, que não rebentou ao atingir o seu alvo. Este soldado foi a primeira fatalidade realizada pelos morteiros improvisados do IRA.
- Mark 3 (1973–74): Um morteiro de 60mm com uma distância máxima de 240 metros. Utilizado em ataques no Campo de Creggan em 1973. Durante um ataque a uma estação de polícia, o morteiro rebentou, matando os dois membros do IRA que o operavam.
- Mark 4 (1974): Um Mark 3 modificado, aumentando a sua distância para 370 metros. O único ataque conhecido com o Mark 4 foi numa base em Strabane, a 22 de Fevereiro de 1974.  a Mark 3 with a larger charge of propellant which extended its range to 400 jardas (370 m).[9]
- Mark 5 (1974): Nunca utilizado num ataque conhecido, o mesmo foi descoberto por forças seguranças durante a captura de uma ofícia do IRA em 1974.
- Mark 6 (1974–1994): Um morteiro convencional de 60mm, com bipé e prato-base, com uma distância de 1,097 metros. Um explosivo Mark 6 foi utilizado num ataque num veículo blindado em Divis Flats, Belfast, causando danos e até algumas baixas. Foi também utilizado em Março de 1994, nos três ataques ao Aeroporto de Londres-Heathrow.
- Mark 7 (1976): Versão longa do Mark 6.
- Mark 8 (1976): Versão longa do Mark 6, que consiste num tubo de metal de 1,2 metros. Utilizado pela primeira vez contra uma base britânica em Crossmaglen.[10]
- Mark 9 (1976–?): O morteiro disparava uma bomba mais pequena porém com maior diâmetro. Utilizada pela primeira vez a 23 de Outubro de 1976, no ataque a Base do Exército em Crossmaglen.[10]
- Mark 10 (1979–1994): Utilizado pela primeira vez a 19 de Março de 1979, o Mark 10 era um morteiro de maior calibre, criado para atacar bases militares e estações policiais. Sendo o primeiro morteiro a causar morte intencional num ataque, o mesmo foi utilizado no ataque do IRA em 1991 contra o Primeiro-Ministro Britânico  John Major e o seu Gabinete de Guerra, durante a primeira Guerra do Golfo.
- Mark 11 (1989–?): Utilizado pela primeira vez a 13 de Maio de 1989 contra um posto de observação militar britânica em Glassdrumman, South Armagh. O morteiro tinha uma distância máxima de 500 metros.[11]
- Improvised Projected Grenade (IPG) (1985–?): Uma arma tipo RPG utilizada contra veículos e bases da polícia e exército britânico.
- Mark 12 (1985–?): Morteiro disparado horizontalmente contra veículos blindados, de forma remota, utilizado pela primeira vez em Março de 1991, onde destruíu uma unidade blindada daUlster Defence Regiment, matando 2 soldados.[12]
- Mark 13 (1990–?): Um morteiro normalmente disparado da parte de trás de um veículo pesado. Utilizado a única vez contra uma base em Dungannon, em Maio 1990.
- Mark 14 (1992–?): Morteiro capaz de disparar até 23kg de explosivos. Utilizado pela primeira vez a 31 de Maio de 1992, em Crossmaglen.[13]
- Mark 15 (1992–?): Primeiro morteiro do IRA conhecido como "barrack buster". Descrito como um morteiro de grande calibre (320mm), tinha uma distância máxima de 250 metros. Podendo ter configurações de múltiplos tubos, uma versão com 12 tubos foi utilizada contra uma base militar britânica em Kilkeel, em Outubro de 1993.[14] Devido a este morteiro, um helicóptero do exército foi abatido ao ser atingido por um morteiro, sendo considerado pelo autor Toby Harnden como o ataque a um helicóptero mais bem sucedido pelo IRA durante o Conflito na Irlanda do Norte.
- Mark 16 (1991–?): Uma arma utilizada contra veículos blindados, primeiramente utilizada em 1991. Conhecida também como Projected Recoilless Improvised Grenade.
- Mark 17 (1994–?): Fontes da Inteligência Irlandesa acreditavam que uma versão melhor e mais poderosa, conhecida como "Mark 17" foi testada entre 1994 e 1996.[15]

### Impacto estratégico
A intensificação da campanha de ataques com morteiros do IRA no final da década de 1980 levou o governo britânico a aumentar o número de tropas na Irlanda do Norte. Também na década de 1980, as autoridades de defesa civil e militares organizaram e desenvolveram um plano enorme e dispendioso para fortalecer as suas instalações de segurança em toda a região em conflito. O uso de morteiros improvisados, combinado com metralhadoras pesadas pelo IRA obrigou o Exército Britânico a construir os seus principais postos de controlo a mais de uma milha de distância da fronteira irlandesa em 1992, de forma a evitar grandes danos a suas instalações.
Estes morteiros também foram usados contra alvos dentro da Inglaterra, como no ataque de Downing Street, a 7 de fevereiro de 1991 e nos ataques com morteiros em Heathrow, a março de 1994.

## Uso por outros grupos
Em 1972, o Official IRA desenvolveu um tipo de morteiro que foi usado em ataques contra várias instalações do Exército Britânico a 5 de dezembro. Morteiros tipo aqueles produzidos pelo PIRA foram usados pelo Real IRA, que também desenvolveu seu próprio sistema na década de 2000. No início de 2000, um novo tipo de morteiro improvisado foi testado pelo Real IRA no Condado de Fermanagh. A arma foi classificada como "Mark-19" pelos Britânicos. Além disso, o que parece ser uma tecnologia de morteiro semelhante, conhecida na Colômbia como "cilindros", tem sido usada desde 1998 pelas FARC. Em 2001, houve rumores de que o ETA teria construído morteiros “muito semelhantes” aos do IRA. A possível transferência desta tecnologia de morteiros para as FARC foi uma questão central na prisão e posterior julgamento, em Agosto de 2001, do grupo conhecido como Colombia Three, que acabariam por ser considerados inocentes de falsas alegações das autoridades colombianas e da Comissão de Relações Exteriores da Câmara dos Representantes dos Estados Unidos. As acusações falsas indicavam que eles “supostamente” treinaram as FARC no fabrico e utilização desta tecnologia de morteiros, embora não tenham sido apresentadas provas no julgamento para provar a alegação, levando a sua inocência.

## Na cultura popular
Em Belfast, um termo derivado do Barrack Buster refere-se a uma garrafa de dois ou três litros de cidra branca barata.